# Malteserhof

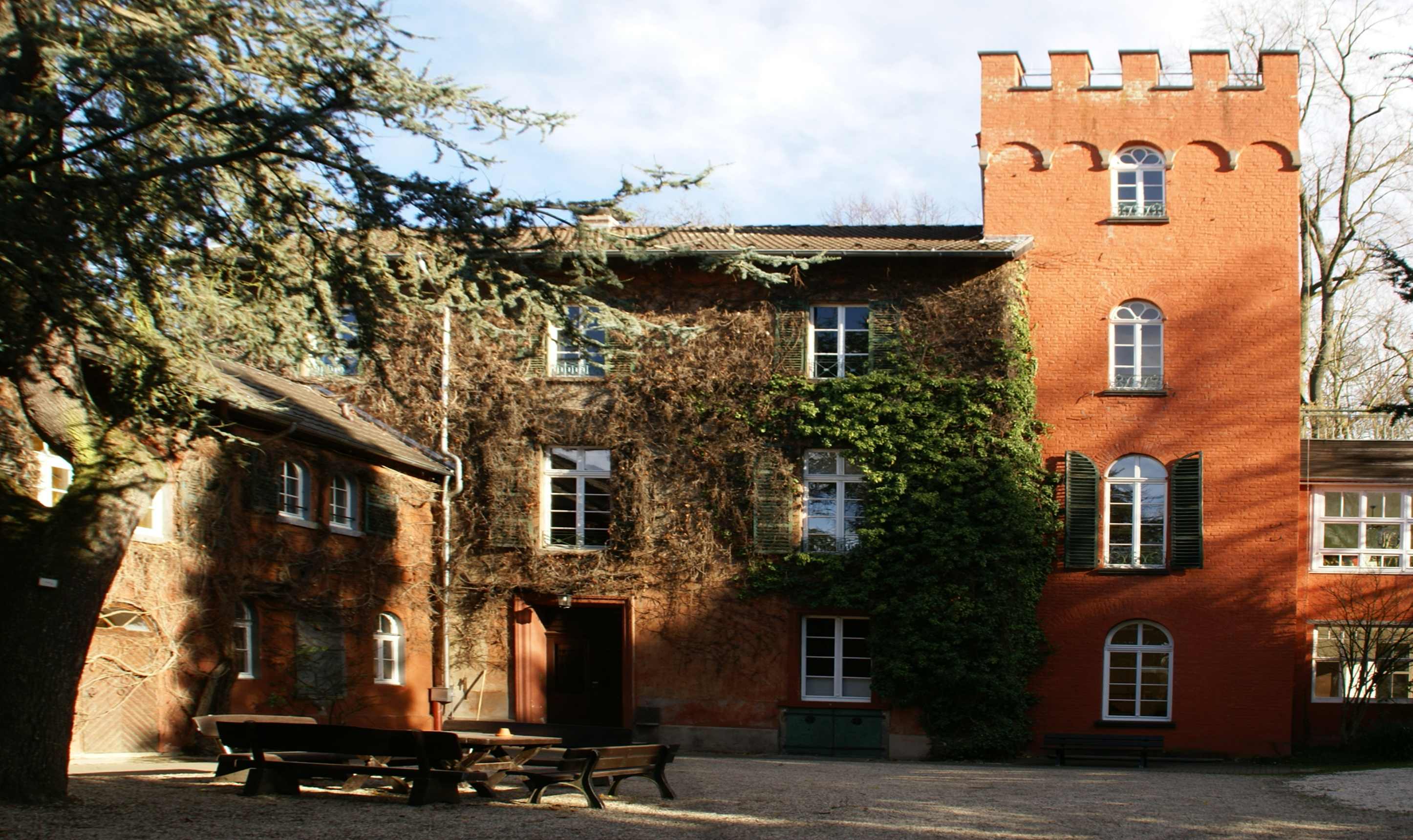
Malteserhof, Hauptgebäude mit viergeschossigem Turm (2014)

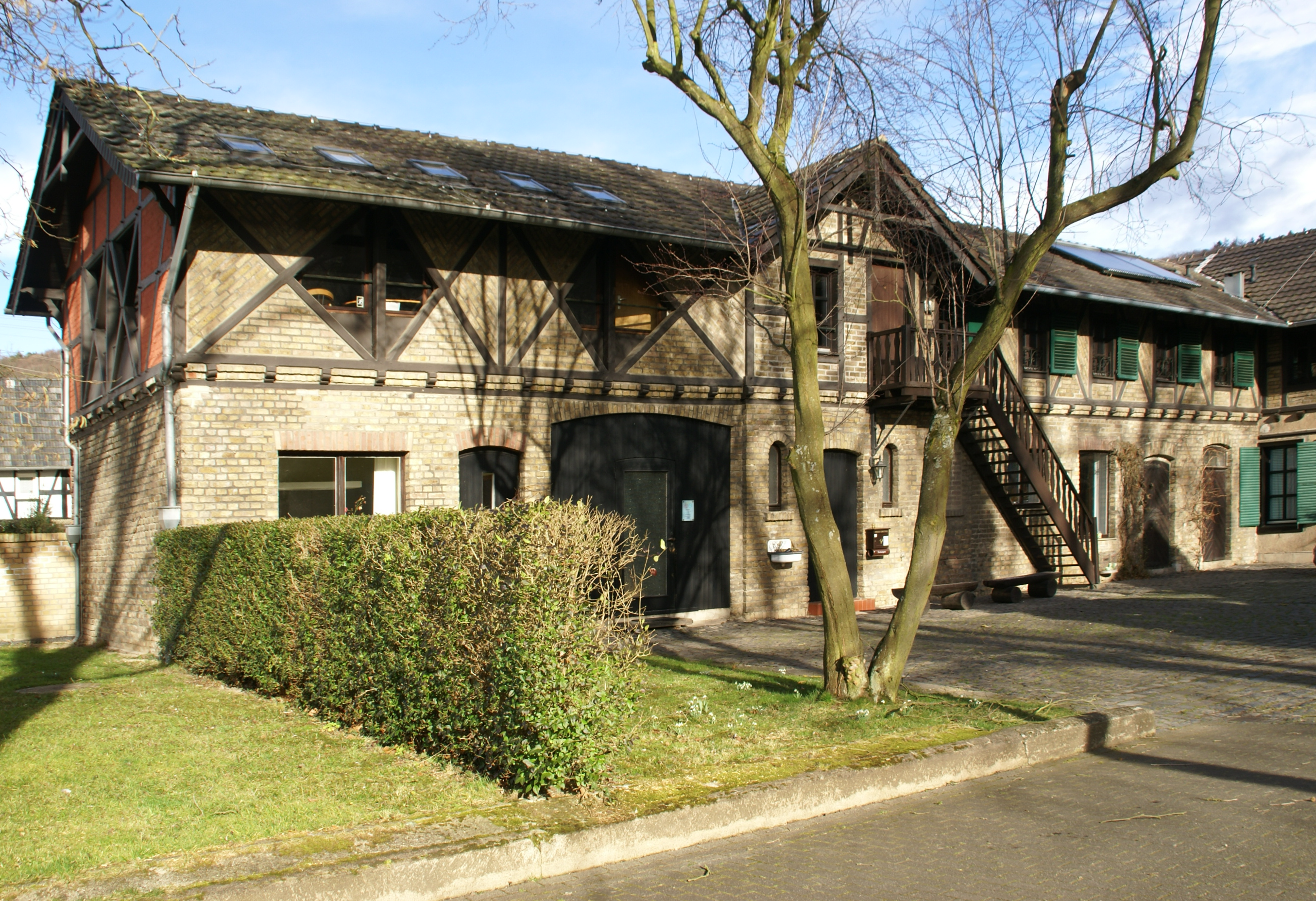
Malteserhof, ehemaliges Remisen- und Wirtschaftsgebäude (2014)

Der Malteserhof ist ein ehemaliges Landgut in Römlinghoven, einem Ortsteil der Stadt Königswinter im nordrhein-westfälischen Rhein-Sieg-Kreis. Der Hof steht als Baudenkmal unter Denkmalschutz. Er ist heute im Besitz einer privaten Wohngemeinschaft.

## Lage
Das ehemalige Gut liegt an der Malteserstraße 52 im Ortskern von Römlinghoven, einem zum Stadtteil Oberdollendorf gehörenden Ortsteil der Stadt Königswinter. Es befindet sich einschließlich einer etwa ein Hektar umfassenden Parkanlage auf dem zum Siebengebirge hin ansteigenden Ostrand der Ortschaft auf etwa 68 m ü. NHN.

## Geschichte
Der Malteserhof soll bereits im ausgehenden 13. Jahrhundert existiert haben und im Besitz des Deutschordens gewesen sein. Gesichert ist seine Erwähnung in einer Urkunde von 1540 als Eigentum des Junkers Johann Edelkirchen. Das Gut besaß damals neben Ackerland und Wald als Winzerhof auch Weinberge. Es war einer von sieben Freihöfen, die einen Geschworenen in das sog. Markgedinge des bis Anfang des 19. Jahrhunderts bestehenden Kirchspiels Oberdollendorf entsendeten. Ab 1593 gehörte der Hof zur Deutschordenskommende Jungen-Biesen. Im Zuge der Säkularisation wurde er 1803 Staatseigentum und verpachtet.
Am 30. Mai 1820 wurde das Gut von der preußischen Domänenverwaltung versteigert: Neuer Besitzer war der Schriftsteller Philipp Joseph Rehfues, der Kurator der neu gegründeten Friedrich-Wilhelms-Universität Bonn. Nach dem Tod Rehfues' erwarb Hugo Peill das Hofgut. In dieser Zeit entstanden die heute erhaltenen Gebäude mit einer Landvilla als Hauptgebäude und der großzügige Park. Peill vererbte das Haus an seine Tochter Caroline Josefa, die Frau des Komponisten Max von Schillings. Das Paar lebte dort einige Jahre und von Schillings richtete sich im Haus ein Musikzimmer ein.
Im Ersten Weltkrieg wurde der Malteserhof als Quartier für englische und kanadische Soldaten genutzt. 1917 erwarb der Steinfabrikant Max Giessing das Anwesen, 1936 verkaufte seine Witwe das Haus dann an Montagne von Lillienskiold, den Direktor der Zuckerfabrik Pfeifer & Langen in Dormagen. Bei dem Kauf bestand der Hof aus 24 Morgen Land, Wohn- und Wirtschaftsgebäuden, einem Park, Ackerland und Obstwiesen. In den folgenden Jahren kaufte der neue Besitzer einige Morgen Land hinzu und pachtete auch Flächen, sodass der Hof bald 40 Morgen bewirtschaftete. Hinzu kam die Anschaffung von Vieh und der Ausbau der Gärtnerei. Der Malteserhof wurde zum großen landwirtschaftlichen Betrieb.
Im Zweiten Weltkrieg wurde das Haupthaus von einer Artilleriegranate schwer beschädigt. Beim Wiederaufbau in der Nachkriegszeit entschloss man sich, das Wohngebäude um einen Stock niedriger zu bauen. Der landwirtschaftliche Betrieb wurde ausgebaut: Neben 40 Morgen eigenen Landes wurden 16 Morgen hinzugepachtet und neues Personal eingestellt. Doch bald begann der Niedergang des Hofes. In den 1950er Jahren wurde das Gut von einem Verwalter bewirtschaftet. Durch die fortschreitende Bebauung der Region ging viel Land verloren, die steigenden Lohnkosten machten eine Bewirtschaftung unrentabel. Der Besitzer verteilte das Land an seine drei Kinder und übergab 1965 seinem ältesten Sohn Peter von Lillienskiold die Gebäude, den Park und einen Teil des Gärtnereibetriebes. Noch im selben Jahr verpachtete dieser die Gärtnerei an ein ökumenisches Sozialwerk. Die ehemaligen Stallungen des Hofes wurden zu Wohn-, Büro- und Tagungsräumen umgebaut. Die Apfelkammer wurde zu einer evangelischen, das Turmzimmer zu einer katholischen Kapelle umgestaltet. Nach dem Ausscheiden der katholischen Kirche übernahm der evangelische Laurentiuskonvent den Malteserhof als Hauptsitz. Als der Konvent in den 1970er Jahren auszog, wurde der Hof kaum noch genutzt.
1981 erwarb der evangelische Kirchenkreis An Sieg und Rhein den Hof und betrieb ihn als Freizeit- und Tagungsstätte. Am 23. März 1987 wurde er in die Denkmalliste der Stadt Königswinter eingetragen. Im November 2013 gab der Kirchenkreis bekannt, dass man den Hof bis 2016 verkaufen werde, um das Haushaltsdefizit des Kirchenkreises zu verringern. Im April 2016 wurde der Malteserhof geschlossen und mit Wirkung zum 30. Juni 2016 an eine Bietergemeinschaft verkauft. Es ist dort ein privates Wohnprojekt geplant.

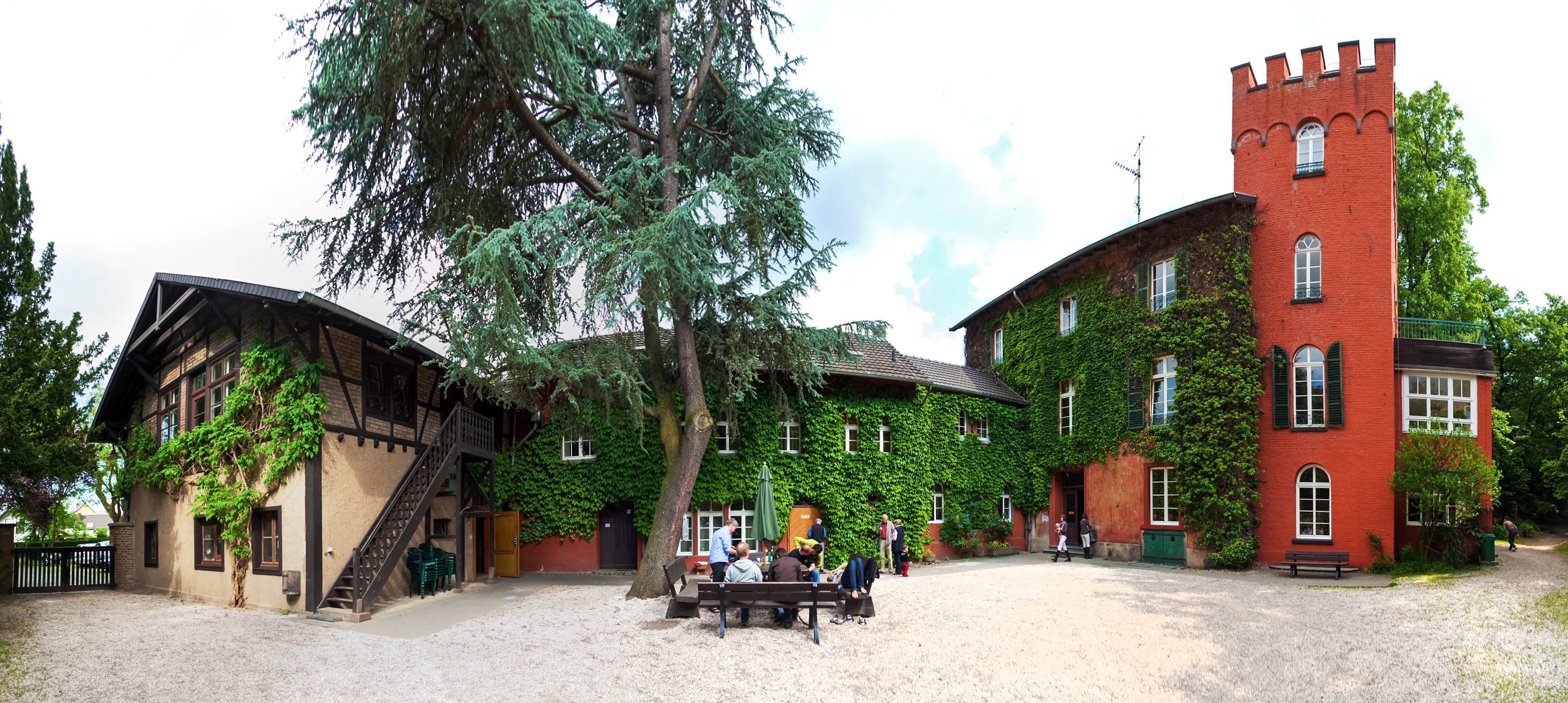
Malteserhof, Panorama (2009)

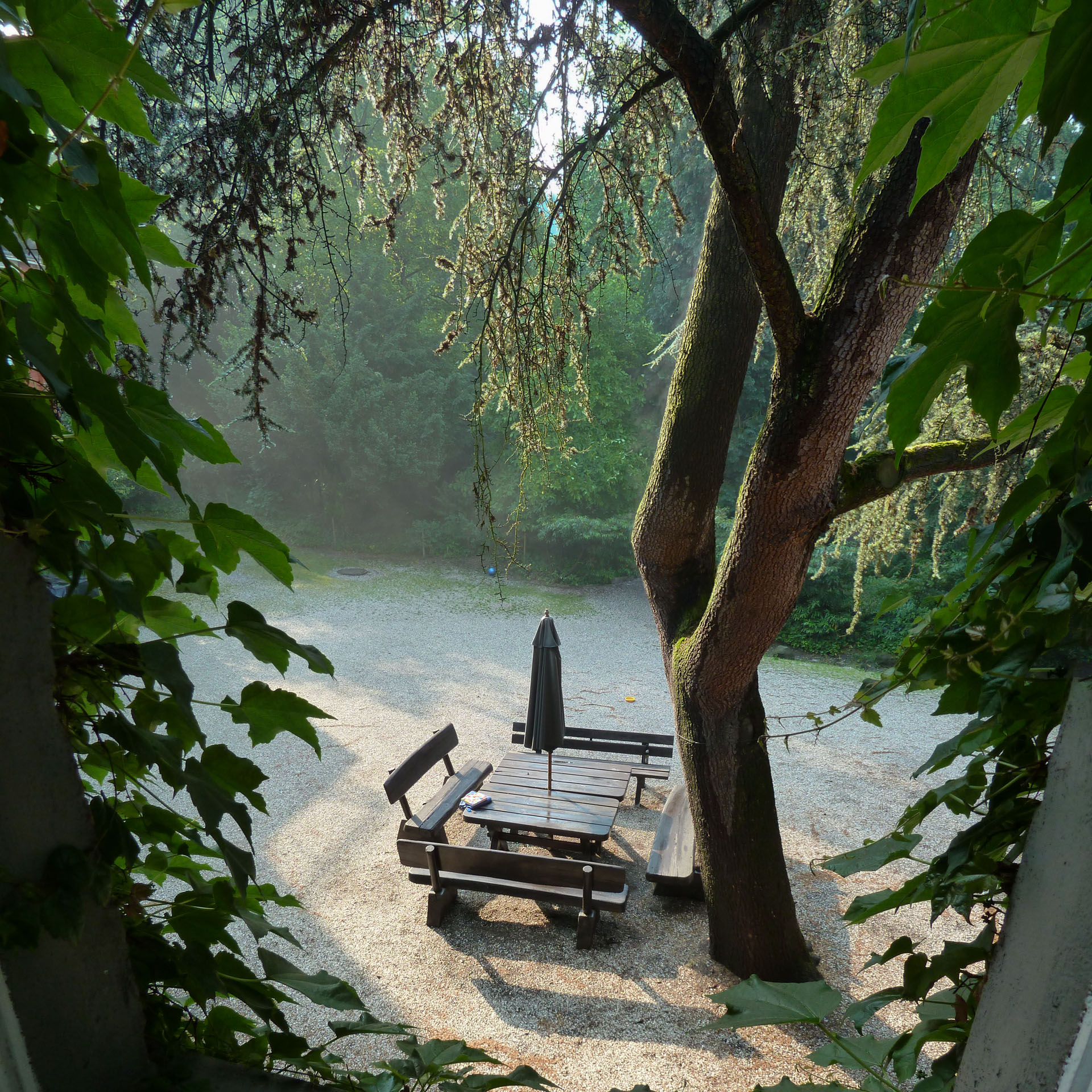
Malteserhof, Blick in den Innenhof (2011)

## Architektur
Das einst vierstöckige Gutshaus aus der Mitte des 19. Jahrhunderts wurde nach schweren Beschädigungen im Zweiten Weltkrieg dreistöckig wieder aufgebaut und ist ein spätklassizistischer, dreiachsiger Putzbau. Die Fassade des viergeschossigen, zinnenbewehrten Turms an der Südostseite, der im Jahre 1872 angebaut wurde, ist im Original erhalten. Das Flachdach wurde durch ein Satteldach ersetzt, die großen Sprossenfenster mit Rundbögen blieben erhalten. An das Hauptgebäude sind zweigeschossige Anbauten angeschlossen: an der Nordwestecke der ehemalige Personaltrakt, ein Putzbau, sowie an diesen das ehemalige Remisen- und Wirtschaftsgebäude vom Ende des 19. Jahrhunderts, ein zweigeschossiger Winkelbau, der im Erdgeschoss teils in Backstein, teils verputzt und im Obergeschoss im Landhausstil in Fachwerk mit vorkragenden Dächern ausgeführt ist sowie hölzerne Balkone und Treppen besitzt.
Die Parkanlage wird zur Straße hin von einer hohen Bruchsteinmauer abgegrenzt, verfügt über einen alten Baumbestand und nimmt eine Teichanlage mit Felsenwerk auf, die ursprünglich von dem später kanalisierten Grundelbach gespeist wurde, sowie an der westlichen Parkmauer eine Grotte aus Grottenwerk mit halbrunder Nische und kleinem Brunnen.